# Càrn Dearg (Monadh Liath)
Càrn Dearg är ett berg i Storbritannien.   Det ligger i kommunen Highland och riksdelen Skottland, i den norra delen av landet, 700 km norr om huvudstaden London. Toppen på Càrn Dearg är 945 meter över havet.
Terrängen runt Càrn Dearg är huvudsakligen kuperad.  Trakten runt Càrn Dearg är nära nog obefolkad, med mindre än två invånare per kvadratkilometer. Närmaste större samhälle är Kingussie, 12,2 km öster om Càrn Dearg. Trakten runt Càrn Dearg består i huvudsak av gräsmarker.